# San Francisco Huehuetlán
San Francisco Huehuetlán è un comune del Messico, situato nello stato di Oaxaca.